# Margalaksana (Sukaraja)
Margalaksana is een bestuurslaag in het regentschap Tasikmalaya van de provincie West-Java, Indonesië. Margalaksana telt 5568 inwoners (volkstelling 2010).